# Yūryaku
Cesarz Yūryaku (jap. 雄略天皇 Yūryaku tennō; ur. grudzień 418, zm. 8 września 479) – 21. cesarz Japonii według tradycyjnego porządku dziedziczenia. Yūryaku panował w latach 456-479. Mauzoleum cesarza Yūryaku znajduje się w Habikino w prefekturze Osaka. Nazywa się ono Tajii no Takawashi-hara no Misasagi.
W 478 roku cesarz Yūryaku wysłał poselstwo na dwór chiński w Nankinie w celu uzyskania akceptacji cesarza Chin dla japońskiej interwencji zbrojnej w Korei.